# Soapland

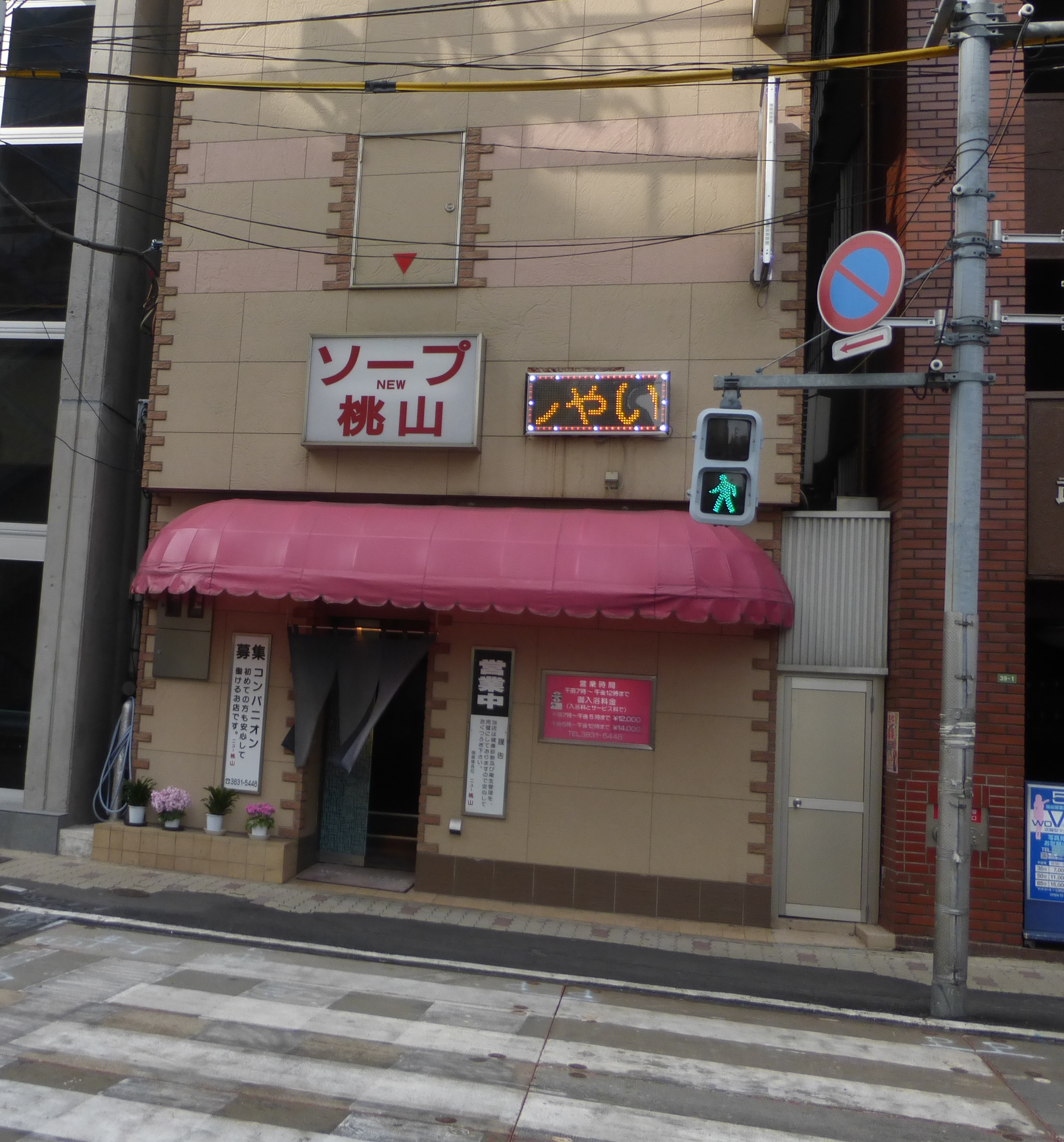
Eingang zu einem Soaplandshop

Soapland (jap. ソープランド, Sōpurando) heißen in Japan spezielle Bordelle, in denen die Freier von weiblichen Prostituierten gebadet werden oder mit diesen zusammen baden. Vereinzelt gibt es auch Soaplands für weibliche Kundschaft.

## Überblick
Der Arbeitsbereich der Frauen in den Soaplands besteht aus zwei Räumen. Im kleineren befinden sich eine kleine Couch und ein Bett. Der größere ist ein Badezimmer mit Dusche und Platz für eine aufblasbare Matratze. Üblicherweise werden dem Mann die Zähne geputzt und sein Körper gewaschen. Danach legt er sich auf die Matratze, die Frau seift sich mit Lotion ein und gleitet mit ihrem Körper auf dem des Mannes entlang. Diese Form der Erotik (Lotion-Play) gilt als besonderer Bordellservice, so dass Soaplands unter allen Bordellarten in Japan die teuersten sind.
Soaplands wurden ursprünglich Toruko-buro (トルコ風呂), türkisches Bad, genannt. Der türkische Gelehrte Nusret Sancaklı schaltete eine Zeitungskampagne, um die japanischen „türkischen“ Mädchen und die sogenannten türkischen Bäder anzuprangern. Daraufhin wurde landesweit ein neuer Name für diese Bordelle gesucht, aus dem Soapland als Gewinner hervorging.
Obwohl die Prostitution in Japan seit mehr als 50 Jahren illegal ist, gibt es verschiedene Möglichkeiten, das Verbot zu umgehen, da unter Prostitution grob nur das gewerbliche Anbieten von Vaginalverkehr für Geld definiert ist. „Private Abreden“ zwischen einem Mann und einer Frau sowie Oral- und Analverkehr und Handjobs fallen beispielsweise nicht darunter.
Im historischen Tokioter Unterhaltungsbezirk Yoshiwara befindet sich die größte Konzentration von Soaplands.